# Luciano Onder
Luciano Onder (Arsiè, Italia, 11 de julio de 1943) es un periodista, divulgador científico y profesor universitario italiano.
De 1966 a 2014, contribuyó a la popularización de la ciencia en la RAI, donde dirigió Medicina 33. Desde 2014, trabaja en el  TG5 del grupo Mediaset.

## Biografía
Nacido en Arsiè en 1943, obtuvo su diploma en historia moderna en 1965 con el profesor Renzo De Felice. Desde 1966, enseñó en la Universidad de Roma La Sapienza y comenzó a trabajar en la RAI.
En septiembre de 2014, se unió al equipo de TG5 y TGcom24, donde está a cargo del programa de salud, en el programa Mattino Cinque.
También dirige el programa médico La casa della salute en San Marino RTV.

## Televisión
- Medicina 33 (1966-1975; Rete 2, 1976-1983; Rai 2, 1983-2014)
- TG2 Salute (Rai 2, 1995-2008)
- La casa della salute (San Marino RTV, de 2013)
- TG5 (Canale 5, de 2014)
- TgCom24 (de 2014)
- La salute prima di tutto - en Mattino Cinque (Canale 5, de 2015)
- TG5 Salute (Canale 5, de 2016)

## Honores
Medalla al mérito de la Salud pública, 2 de abril de 2003
 Caballero de l'Orden al Mérito de la República Italiana, Roma, 2 de junio 2004
Premio Saint-Vincent para el periodismo, para l'emissiòn Medicina 33, 2004
Premio Ischia internacional de periodismo, 2013
Laurea honoris causa en Medicina y Cirugía, Universidad de Parma, 31 de marzo de 2014;